# Parc d'Heinätori
Le parc d'Heinätori (finnois : Heinätorin puisto) est un espace vert du quartier Hollihaka à Oulu en Finlande .

## Présentation
Le parc est bordé par Torikatu, Heinätorinkatu, Kirkkokatu et Limingankatu, dont la circulation automobile n'est plus possible aux alentours du parc. 
Du côté de Limingankatu, le parc est bordé par l'école primaire d'Heinätori, conçue par l'architecte Wolmar Westling, et dont la construction s'est achevée en 1875. 
Du côté d'Heinätorinkatu, il y a une aire de jeux. 
Le parc est divisé en diagonale par des couloirs.
À leur intersection au milieu du parc il y a une fontaine.
Selon les plans de Johan W. Miesmaa, des tilleuls communs sont plantés en bordure du parc en 1915.
Le parc est engazonné en 1923.
Dans les années 1950, des peupliers sont plantés dans le parc, et les plantations sont renouvelées en 1965, tandis que l'aire de jeux est agrandie. 
Lorsque le parc est rénové en 2006–2007, on ajoute des massifs de fleurs.
En plus des tilleuls et des peupliers, le parc est arboré d'épicéas bleus, d'érables et de pommiers. 
Les plantations de fleurs et d'arbustes comprennent les fuchsias et de lilas.

## Vues du parc

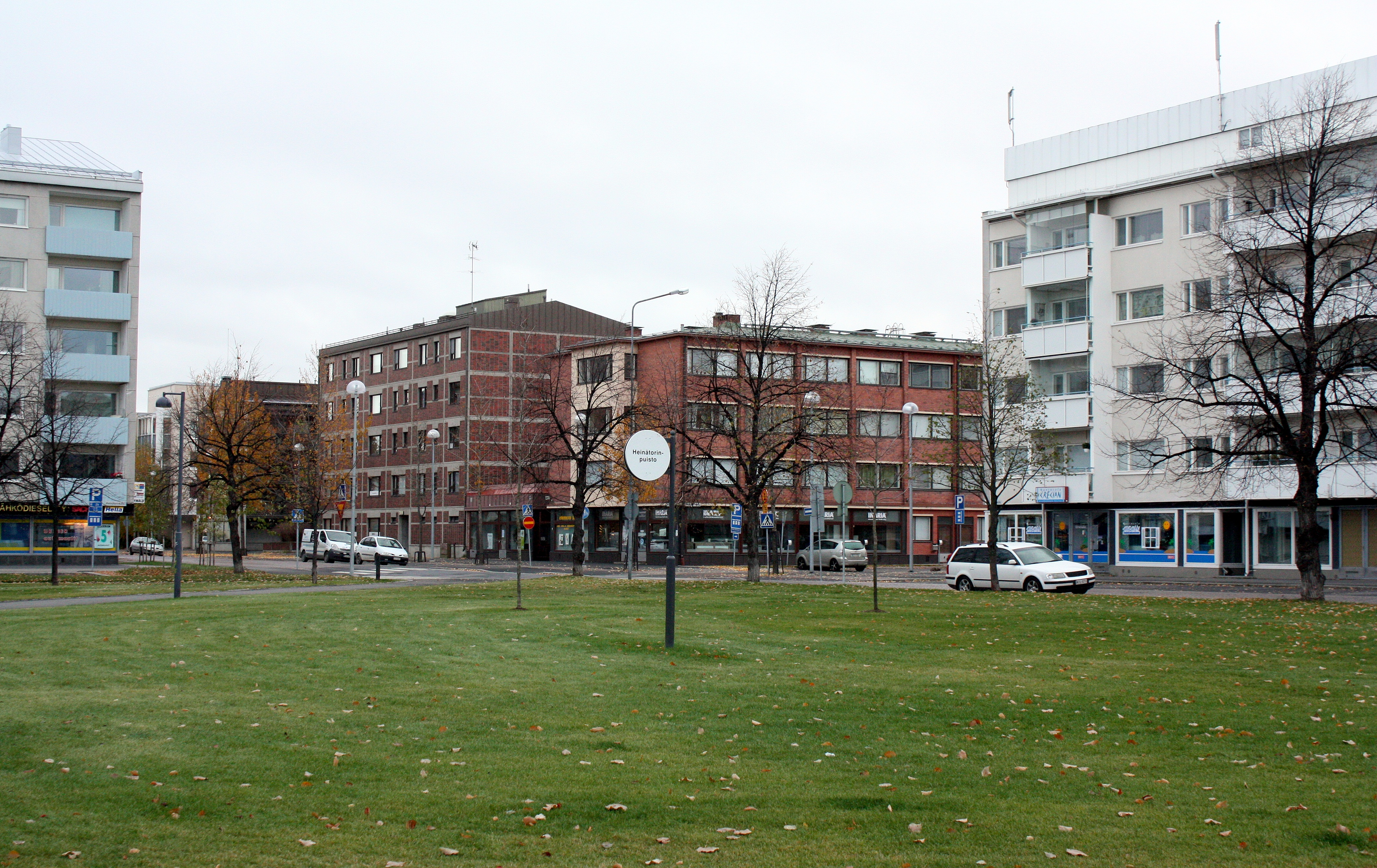
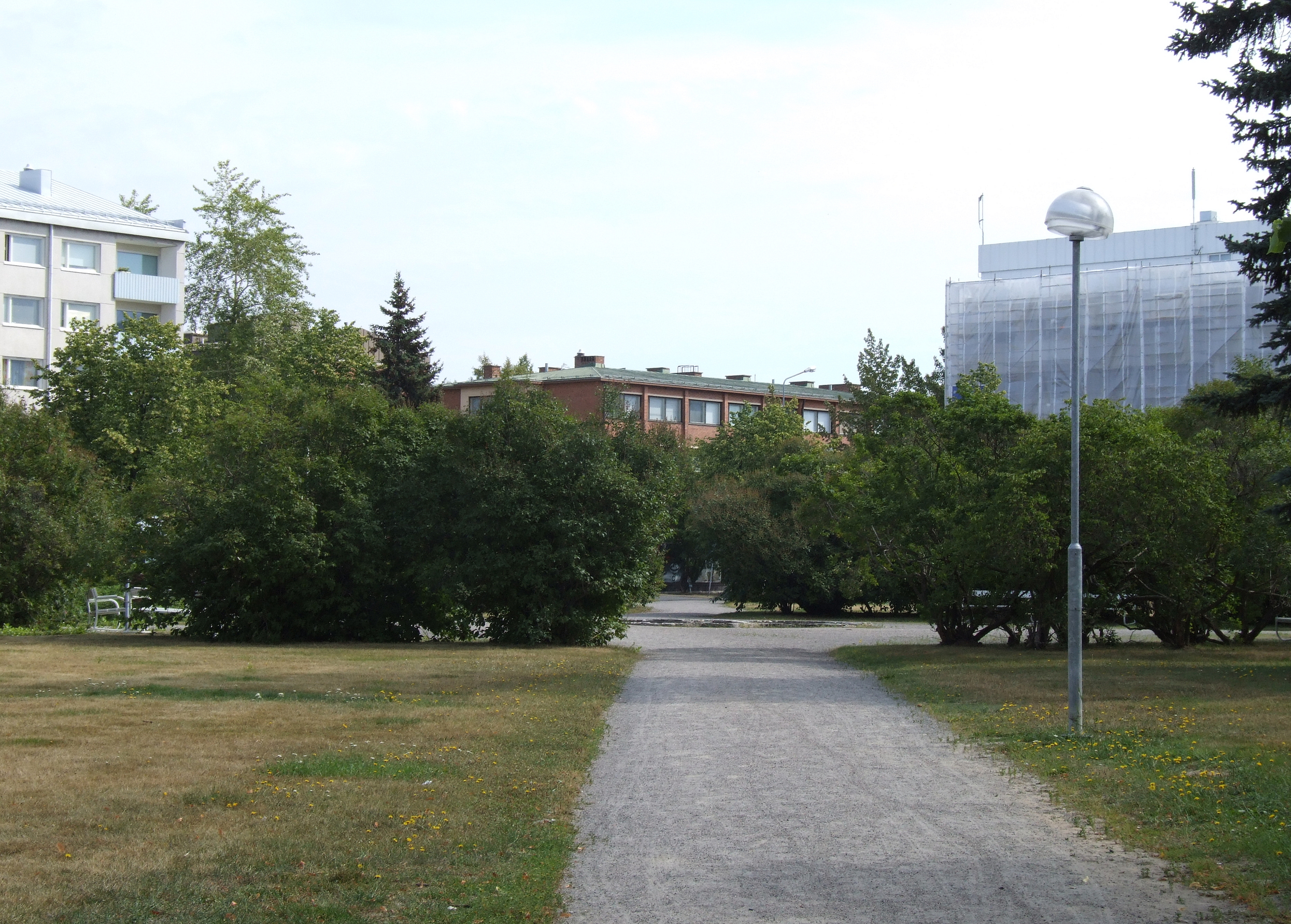
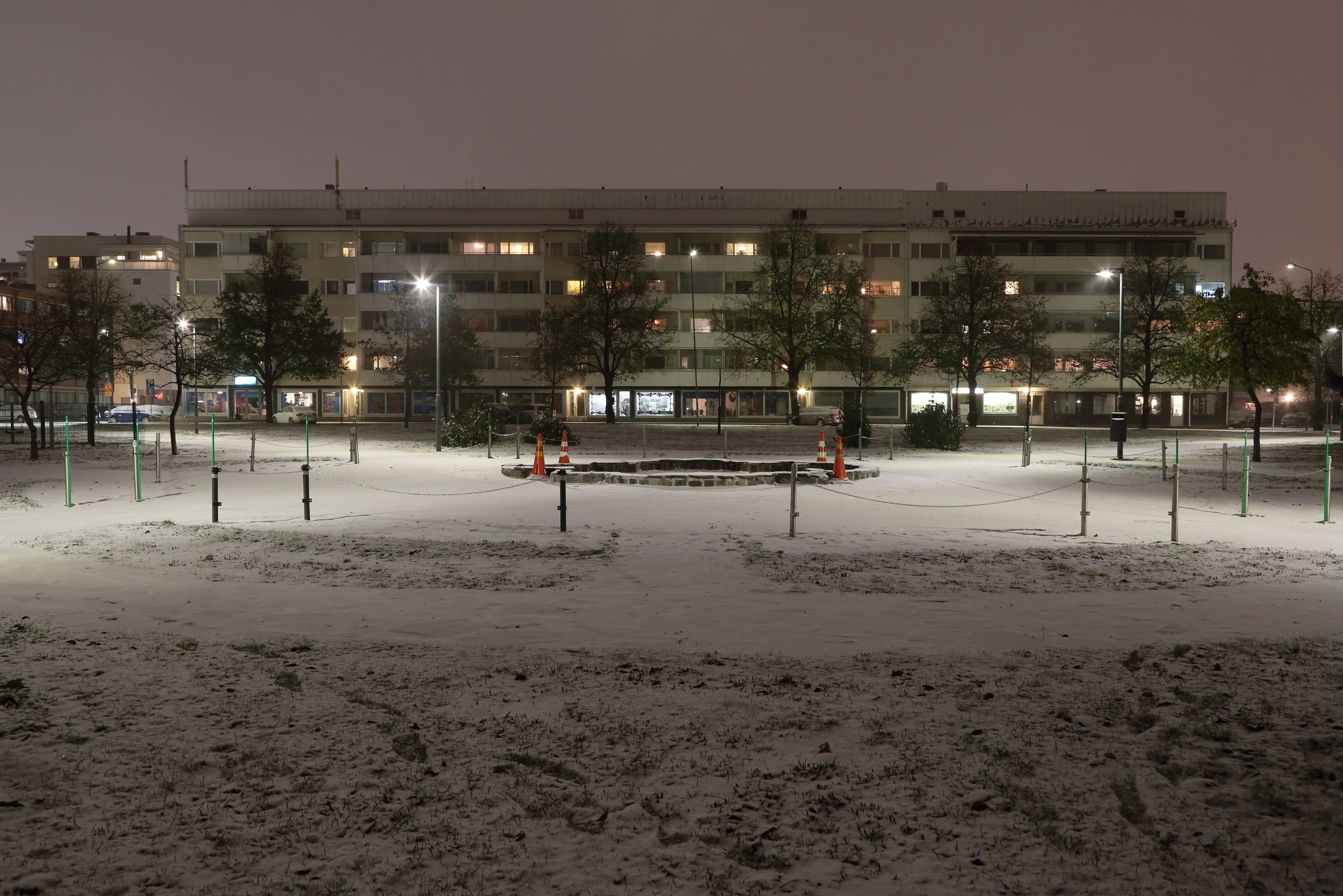
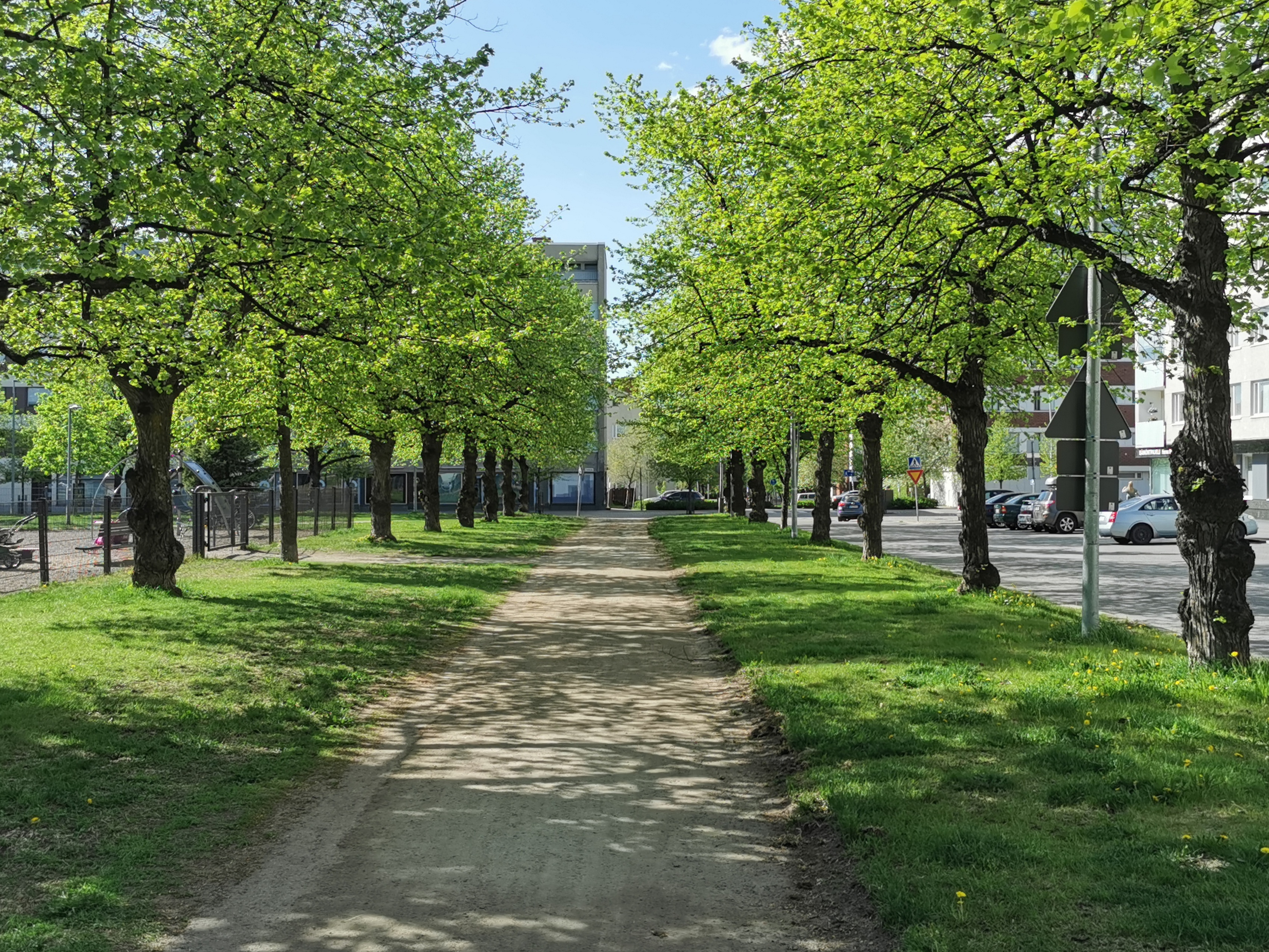
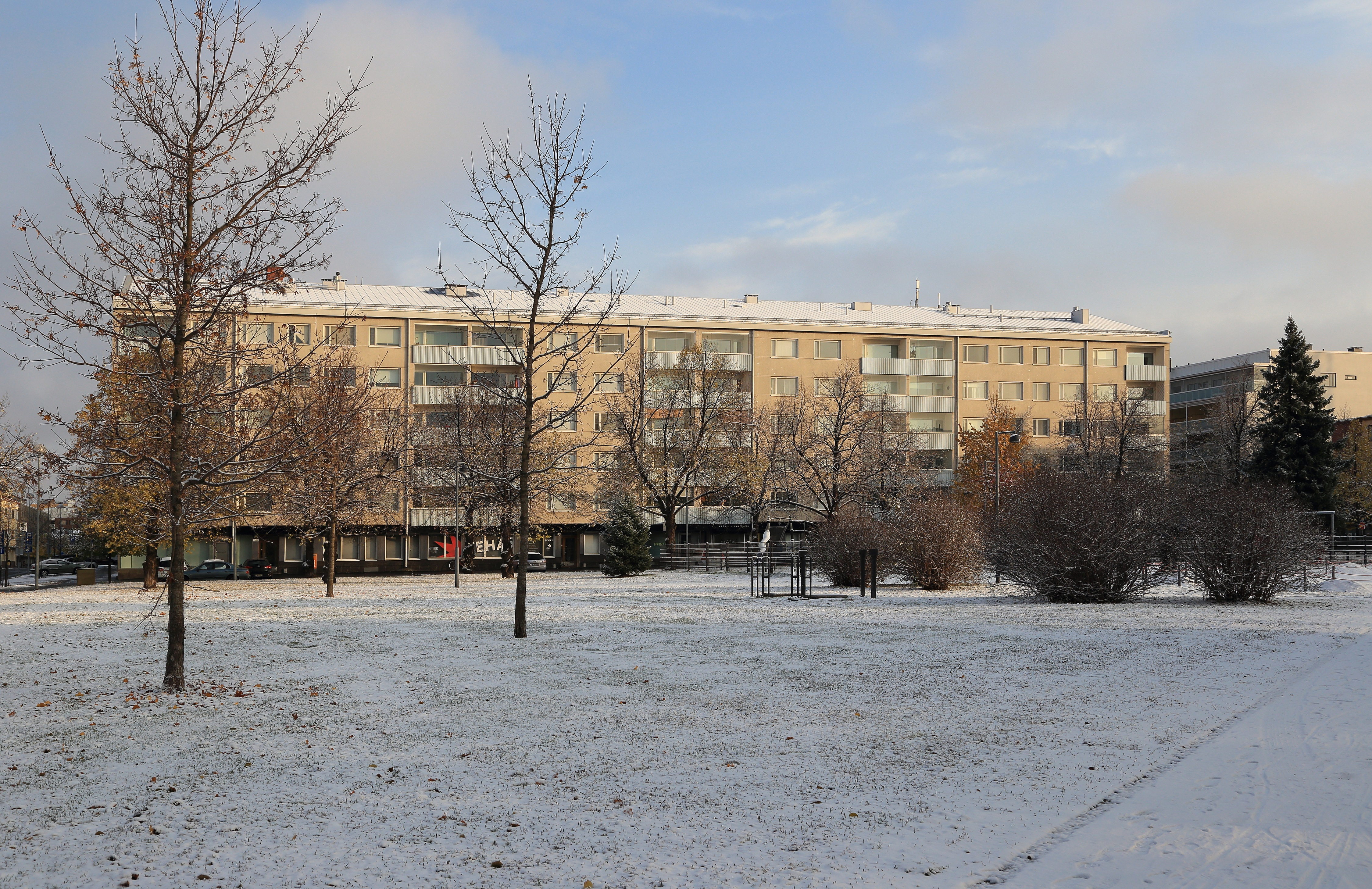